# Ann Arbor Railroad
Ne doit pas être confondu avec Ann Arbor Railroad (1988).
Le Ann Arbor Railroad (sigle de l'Association of American Railroads AAR: AA), était un chemin de fer américain de classe I qui circulait entre Toledo, Ohio et Elberta et Frankfort (approximativement 470 km de réseau) avec une exploitation de train ferry sur le Lac Michigan.

## Histoire

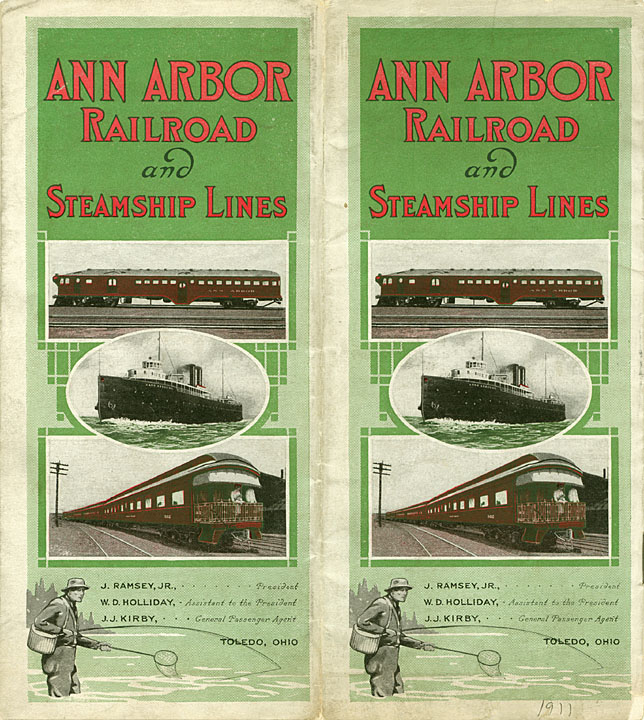
Horaire du Ann Arbor Railroad and Steamship Lines de 1911

Le Ann Arbor railroad fut créé le 21 septembre 1895 pour succéder au Toledo, Ann Arbor and North Michigan Railway, qui existait depuis 1869. Le Ann Arbor exploitait également une filiale, le Manistique and Lake Superior Railroad (M&LS), qui fut abandonné en 1968. Il fut contrôlé par le Detroit, Toledo and Ironton Railroad (DT&I) entre 1905-1910, par le Wabash Railroad entre 1925-1963 et à nouveau par le DT&I entre 1963-1976.
Le service ferroviaire  fut arrêté le 1er avril 1976, mais diverses activités utilisant toujours le nom Ann Arbor continuèrent jusqu'à aujourd'hui. L'État du Michigan acheta l'AA au DT&I et désigna le Michigan Interstate (MI) comme opérateur au 1er octobre 1977.
En 1983, la société fut partagée entre le MI pour sa partie sud, le Tuscola & Saginaw Bay T&SB pour sa partie centrale et le Michigan Northern MN pour sa partie nord. T&SB pris le contrôle de MN en 1984.
Le nouveau Ann Arbor Railroad, fondé le 7 octobre 1988, relie Toledo à Ann Arbor, tandis que Great Lakes Central Railroad exploite la partie Ann Arbor/Yuma.

## Train ferries
La flotte des train-ferries de l'Ann Arbor sur le Lac Michigan débuta en novembre 1892, morsque le Toledo, Ann Arbor and Northern Michigan Railway fit l'acquisition de ses 2 ferries, Ann Arbor 1 et Ann Arbor 2. À son apogée, le AA desservait 4 ports sur la rive ouest du Lac Michigan au départ de Frankfort :
- Kewaunee, Wisconsin à partir de 1892, permettant une connexion avec le Kewaunee, Green Bay and Western Railroad,
- Menominee, Michigan à partir de 1894, permettant des connexions avec le Chicago, Milwaukee and St. Paul Railway, le Chicago and North Western Railway, et le Wisconsin and Michigan Railroad
- Gladstone, Michigan à partir de 1895, permettant une connexion avec le Minneapolis, St. Paul and Sault Ste. Marie Railroad. Plus tard, il se déplaça vers Manistique, Michigan, permettant une connexion avec le Duluth, South Shore and Atlantic Railway via sa filiale le Manistique and Lake Superior Railroad
- Manitowoc, Wisconsin à partir de 1896, permettant des connexions avec le Chicago and North Western Railway, et le Wisconsin Central Railway.

### la flotte
Au total, huit bateaux furent construits pour le service de train-ferry de l'AA, et un neuvième fut loué à la Grand Trunk Milwaukee Car Ferry Company.
- SS Ann Arbor No. 1 – conçu par Frank E. Kirby et construit par Craig Ship Building, Toledo, Ohio en 1892. Capacité de 24 wagons sur 4 voies.
- SS Ann Arbor No. 2 – idem SS Ann Arbor No.1.
- SS Ann Arbor No. 3 – construit par Globe Iron Works, Cleveland, Ohio en 1898.
- SS Ann Arbor No. 4 – construit par Globe Iron Works, Cleveland, Ohio en 1906.
- SS Ann Arbor No. 5 – conçu par Frank E. Kirby et construit par Toledo Shipbuilding Company en 1910.
- SS Ann Arbor No. 6 – construit par Great Lakes Engineering Works, Ecorse, Michigan en 1917 et reconstruit en 1959 sous le nom de MV Arthur K. Atkinson.
- SS Ann Arbor No. 7 – construit par Manitowoc Shipbuilding Company en 1925 et reconstruit en 1965 sous le nom de MV Viking.
- SS Wabash – construit par Toledo Shipbuilding Company en 1927, et reconstruit en 1962 sous le nom de SS City of Green Bay.
- SS City of Milwaukee, un navire de Grand Trunk, loué à partir de 1978.

## Traduction
- (en) Cet article est partiellement ou en totalité issu de l’article de Wikipédia en anglais intitulé « Ann Arbor Railroad (1895–1976) » (voir la liste des auteurs).